# Малобережецький гідрологічний заказник
Малобереже́цький зака́зник — гідрологічний заказник місцевого значення в Україні. Розташований на південній околиці села Малі Бережці Кременецького району Тернопільської області, в межах заплави річки Ікви.
Площа — 59,5 га. Створений відповідно до рішення виконкому Тернопільської обласної ради № 189 від 30 серпня 1990 року. Перебуває у віданні агропромислового підприємства «Волинь».
Під охороною — водно-болотний масив у заплаві Ікви, що є регулятором її водного режиму.